# Căpâlnaș, Arad
Căpâlnaș, alternativ Căpălnaș, este un sat în comuna Birchiș din județul Arad, Banat, România.

## Istorie
Prima atestare documentară datează din 1369. Aici a fost o cetate cu val de pământ (földvar).

## Clădiri istorice
- Castelul Mocioni-Teleki (azi sanatoriu boli psihiatrice)[2]

## Imagini

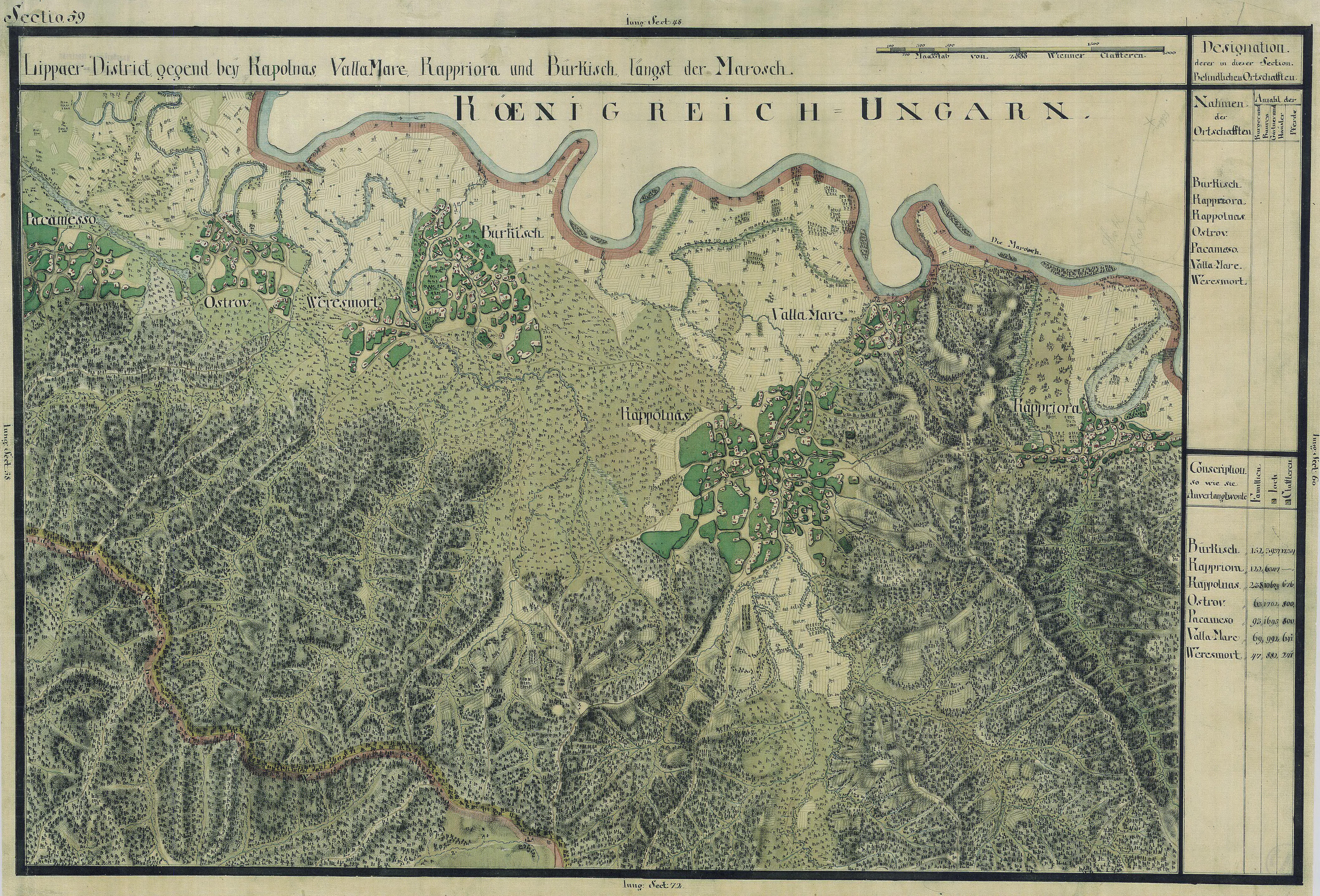
Căpâlnaș în Harta Iosefină a Banatului, 1769-72
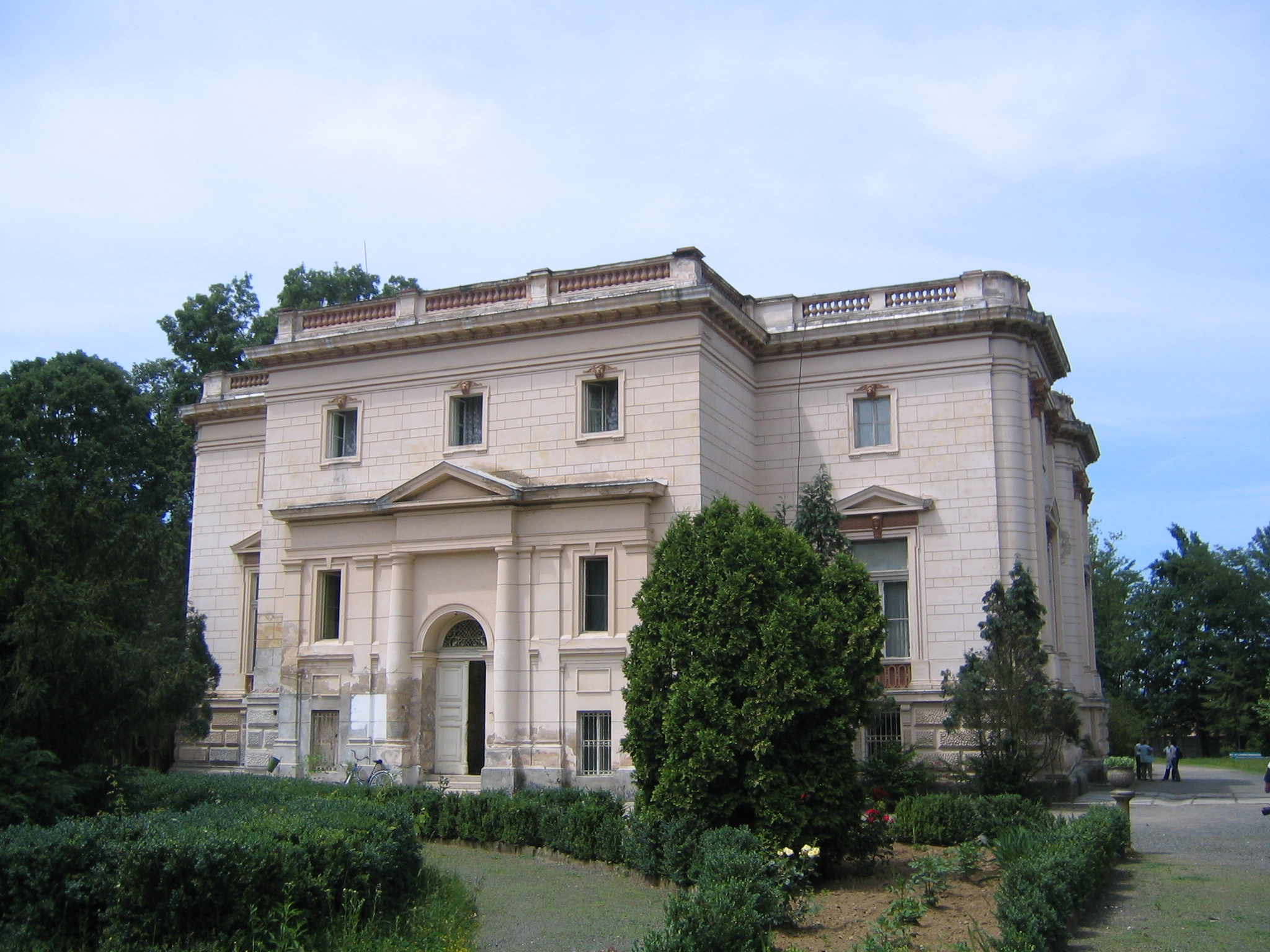
Castelul Mocioni-Teleki
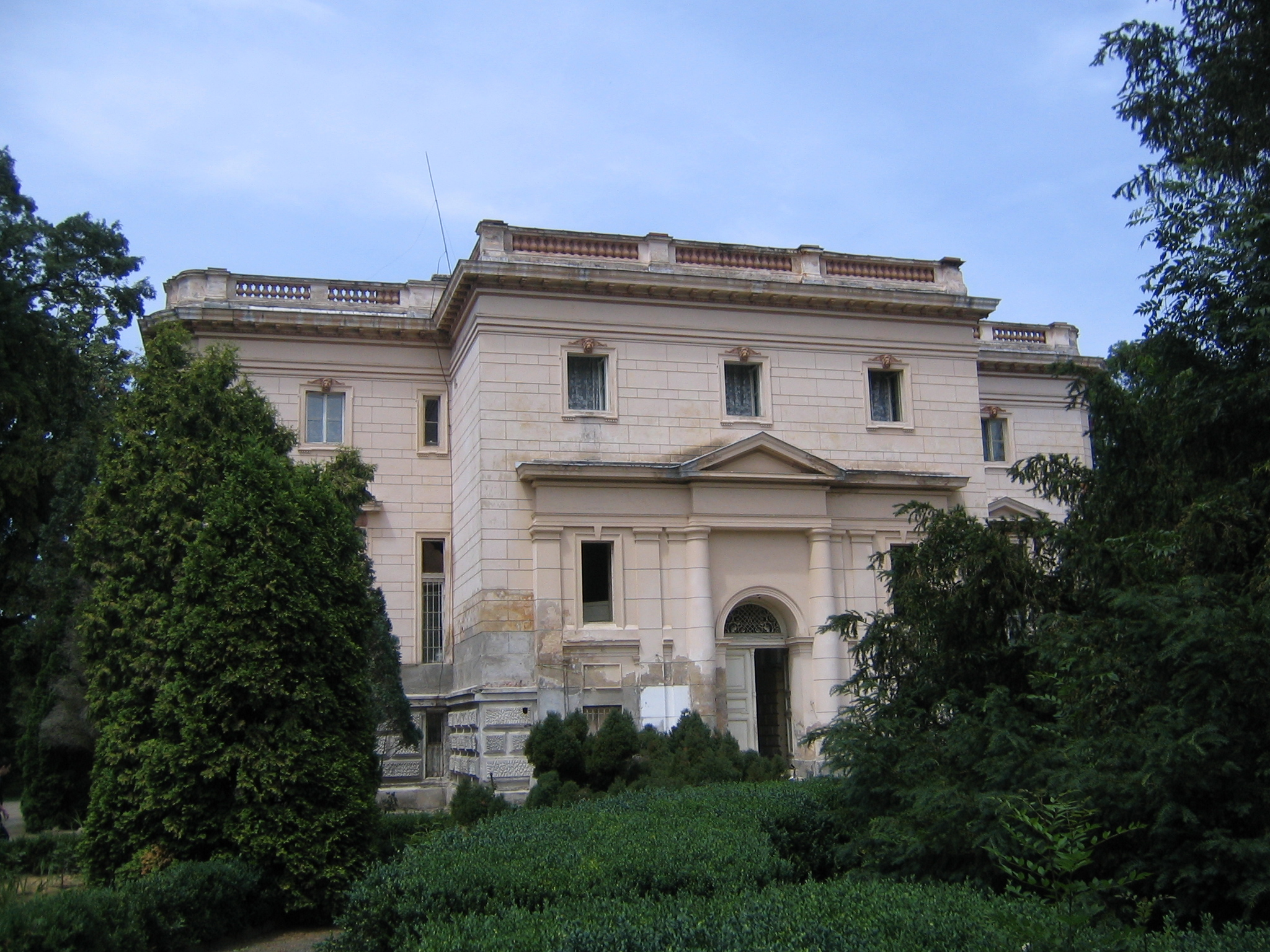
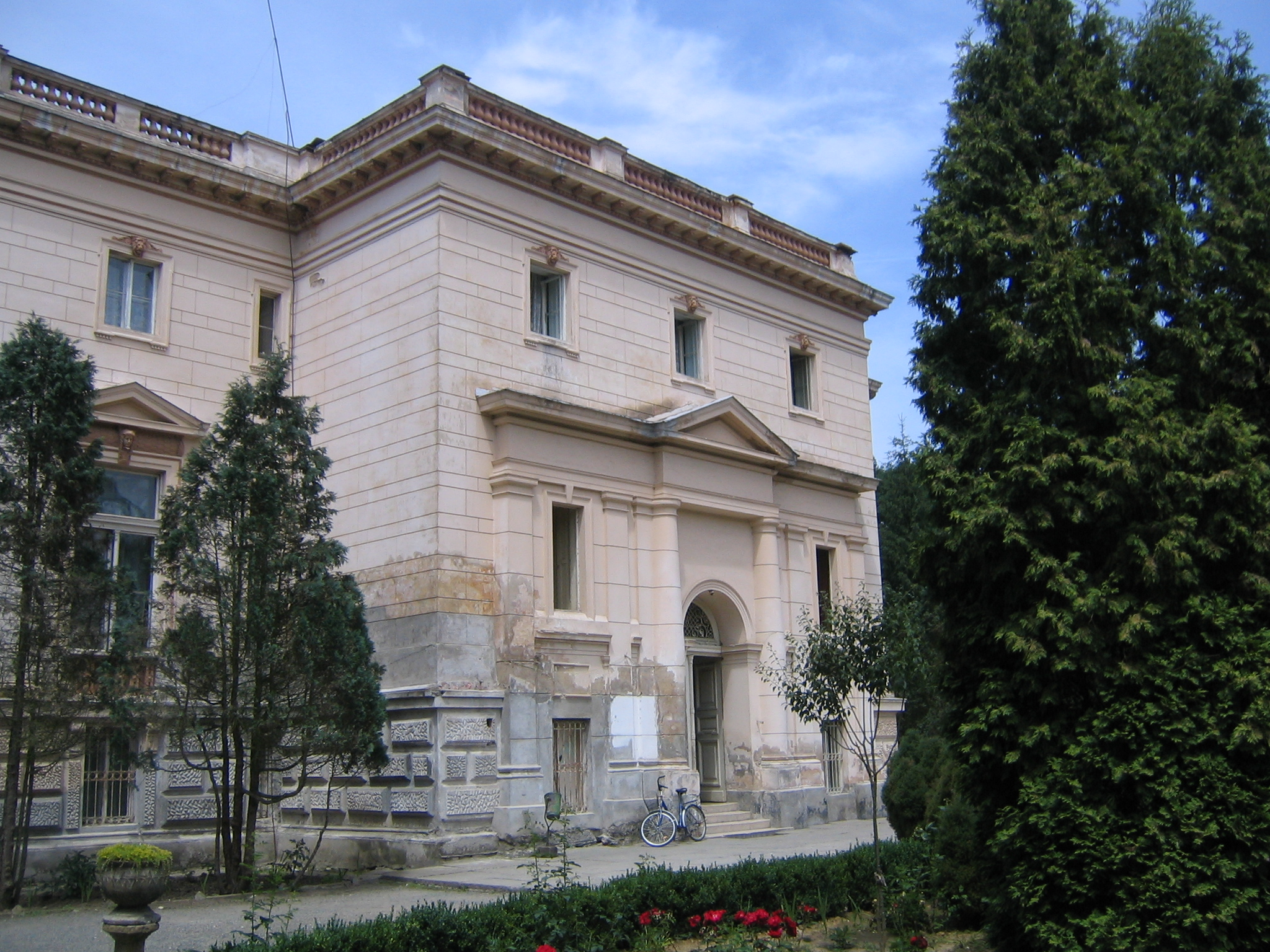
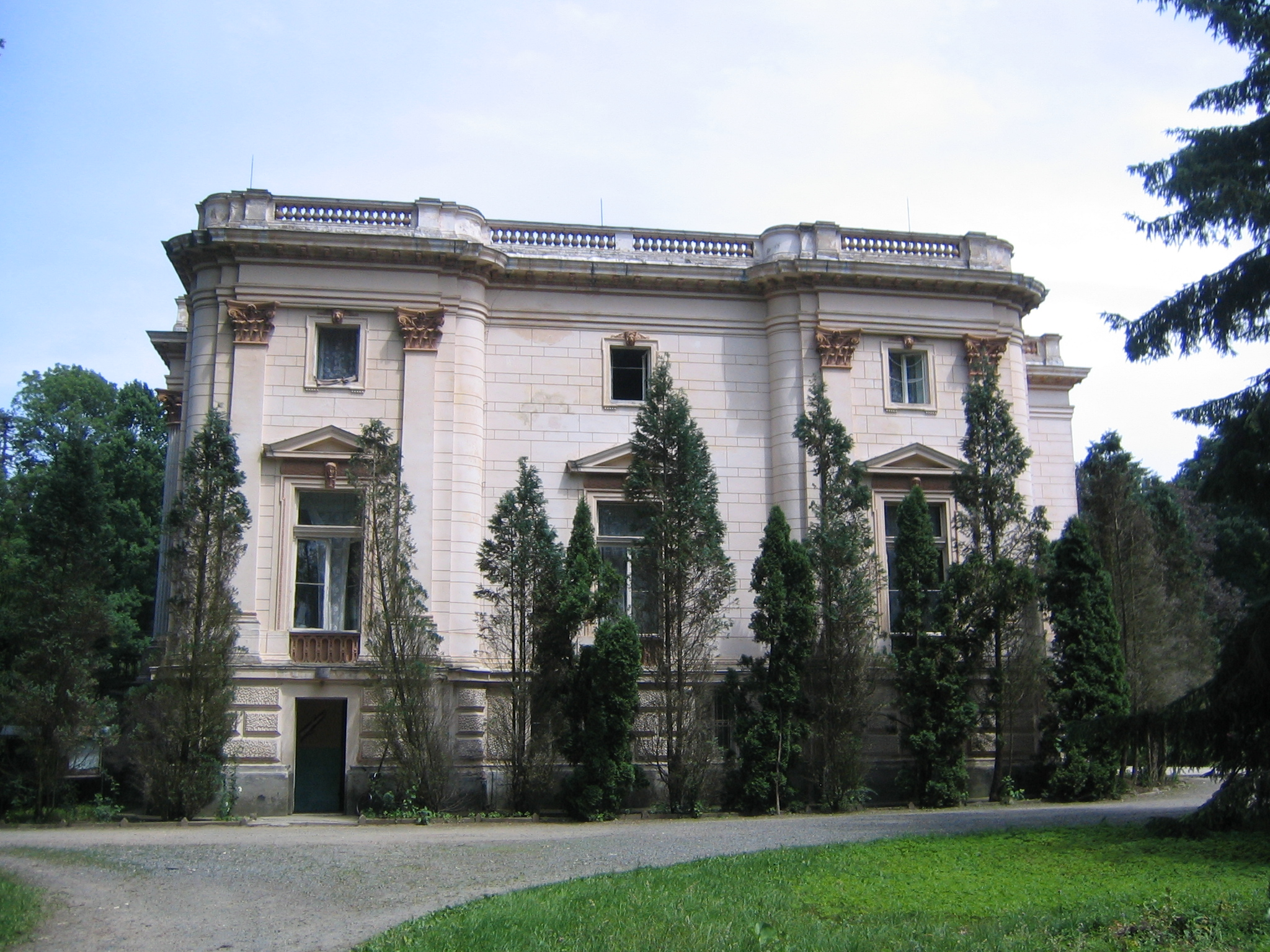